# Torno, Como
Torno là một đô thị ở tỉnh Como trong vùng Lombardia, có cự ly khoảng 45 km về phía bắc của Milano và khoảng 5 km về phía đông bắc của Como. Tại thời điểm cuối năm 2004, đô thị này có dân số 1.222 người và diện tích là 7,8 km².
Torno giáp các đô thị: Blevio, Carate Urio, Como, Faggeto Lario, Moltrasio, Tavernerio.